# Bryothinusa rothi
Bryothinusa rothi är en skalbaggsart som beskrevs av Moore och Legner 1975. Bryothinusa rothi ingår i släktet Bryothinusa och familjen kortvingar. Inga underarter finns listade i Catalogue of Life.